# 実名報道
実名報道（じつめいほうどう）とは、マスメディアなどがある事象を報道する際、関係者や情報提供者の実名、あるいは関係する団体名を明示すること。報道の正確性の向上や公権力の監視を行うために必要不可欠なものと考える意見もある一方で、プライバシー等の観点から否定的な意見もあり、実名報道については様々な議論がある。

## 各国の状況

### 日本
日本において、主要報道機関は実名報道を行うことが多い。しかし、近年では、プライバシー保護などの観点から警察や行政機関等が、「匿名発表」を行うことが増加している。「ことさら名誉を傷つけるような報道をする」「裁判が確定していないのに、あたかも犯人であるかのごとく報道する」などの批判もあり、実名日本新聞協会がこの問題を調査、指摘している。また、最近では、テレビ・新聞の報道内容がWeb上に掲載される事が一般的であるが、一部報道機関ではWeb配信記事に限り事件の被害者・加害者の氏名を匿名にする場合がある。例えば、佐賀新聞では、本紙上では実名報道を原則としているが、Web配信記事では殺人などの重大事件や公人が関わる犯罪を除いて匿名で掲載している。
実名報道は報道被害につながるとの懸念もある。特に犯罪被害者については1990年代以降匿名での報道を求める声が強くなってきた。これを受けて、政府内では実名報道を制限しようとする動きもあるが、各報道機関は新聞社など各メディア側が責任を持って個々に判断すべきとして、これに反対している。
日本の外国人を始めとする通名の扱いについても議論があり、通名のみ、実名のみ、併記どちらとするかはマスメディア各社の判断に委ねられる。
そもそもにおいて、実名報道される対象は警察が記者クラブで実名を公表した被疑者のみであり、実名非公表で事件のみを公表される被疑者は実名報道はない（というより、マスコミも実名を知らない）。
特に書類送検については原則として警察が記者クラブで被疑者の実名を公表することはない。
また、被疑者の実名どころか、事件そのものが警察の記者クラブで公表されないケースもあり、公表される事件よりも公表されない事件の方が圧倒的に多いと言われている。
例えば、警視庁記者クラブで公表される被疑者は1日あたり平均4～5人程度であるが、人口の多い東京都内で逮捕・書類送検に至る被疑者がこんなに少ないわけがなく、実際の被疑者はこの50倍～100倍いると言われている。
万引きや飲酒運転の逮捕報道が（有名人である場合を除き）ほとんど無いのはこのためである。
このような事件についてはマスコミは事件の被疑者の実名どころか、事件があったことすら認知できないのである。

#### 歴史
ここでは第二次世界大戦後の日本における実名報道の歴史を記す。

##### 1950-1970年代
第二次世界大戦後、しばらくは実名報道の争点として、少年法第61条の扱いが注目された。1950年の日大ギャング事件では未成年である犯人の実名を伝えた報道各社に対し、最高裁判所事務総長名で新聞協会に警告が発せられた。1958年8月に起きた小松川高校女子生徒殺人事件でも、未成年であった犯人（および被害者）が実名で報道された。この事件を受けて日本新聞協会は最高裁側と協議を行い、同年12月に「少年法第61条の扱いの方針」を定めた。すなわち（犯人が逃走中の場合など、社会的利益の擁護が強く優先する場合を除いて）原則として20歳未満の非行少年については推知報道をすべきでないとした。その後も、浅沼稲次郎暗殺事件や連続ピストル射殺事件などでは少年であった容疑者の実名が報道された例外があったが、1970年代になると非行少年に対する実名報道は見られなくなった。
一方、プライバシーの権利が注目されるにつれ、キー局や全国紙を主としたマスコミの姿勢に対して誤報などの際に批判が聞かれるようになった。三億円強奪事件をめぐって、1969年に犯行現場近くに住む男性が別件逮捕で取り調べを受けたが、この時多くの報道機関が実名入りで私生活を書きたてた。直後に男性は無実とわかり、人権侵害が問題視された（三億円別件逮捕事件）。また、1972年に発生したあさま山荘事件の犯人として19歳少年と16歳少年の実名が報道された。

##### 1980-1990年代
この時期、加害者に比べて被害者が保護されないという不満の声が多くあがるようになり、実名報道論議に大きな影響を与えた。また、いわゆる「政治離れ」が進むとともに既存メディアと民衆の乖離が徐々に見られるようになり「第四の権力」視されるマスコミに対して規制論も叫ばれるようになった。1984年には、当時、共同通信社記者だった浅野健一が『犯罪報道の犯罪』を発表し、実名報道、犯人視報道といった日本の犯罪報道のあり方を批判して一石を投じた。
1989年、女子高生コンクリート詰め殺人事件が発生し、少年が行った残虐行為に、世間は驚愕した。このとき、『週刊文春』は逮捕された少年を実名で報道した。このことは大きな論議を呼び、商業主義であるという批判も噴出したが、これに続いて1992年の市川一家4人殺害事件、1994年の大阪・愛知・岐阜連続リンチ殺人事件、1997年の神戸連続児童殺傷事件、1998年の堺市通り魔事件などで、週刊誌メディアが次々と実名報道した。
一方、報道被害の問題が頻繁に取り上げられるようになり、これと実名報道を結びつける意見が強まっていった。既に1987年には、日弁連が「人権と報道に関する宣言」の中で匿名報道を求めるといった動きがあったが、1990年代に入り松本サリン事件、神戸連続児童殺傷事件、東電OL殺人事件、和歌山毒物カレー事件、文京区幼女殺人事件などで事件のたびに、報道被害の深刻さが指摘され、マスコミの姿勢に疑問がもたれるようになった。報道機関側は放送倫理・番組向上機構の設立や、新聞倫理綱領の改訂などの対策をとったが、自浄作用が疑問視される中で、犯罪被害者の早期保護が叫ばれた。

##### 2000年代-
こうしたなかで、2000年代にはいって政府内でマスコミの規制をもとめる動きが活発になった。2001年から2002年にかけて個人情報保護法案と人権擁護法案が議論された。報道各社はこれらを「メディア規制法案」としてはげしく反発したが、一方で読売新聞グループ本社が対案を出して、日本国政府が審議に応じたため、各社の足並みがそろわなかった。
2002年に発覚した北九州監禁殺人事件では、最初に死亡した被害者は娘である被害少女への配慮から、マスメディアでは実名報道されなかった。
朝日新聞社は、2004年6月5日以降の報道においては統一指針として「事件の取材と報道2004」を適用しているが、その中では「報道はやはり実名から出発すべき」とする一方で「第4章 匿名を考える場合」にて、「事件を起こした触法少年（未成年者）や心神喪失者は原則匿名で報じるが、少年でも犯行当時18歳以上で、死刑判決が確定した場合はその時点で実名報道に切り替え、心神耗弱者は起訴される際は実名報道する」という原則を定めており、2012年1月の改訂後も同様の方針が定められている。
この指針を報じる特集記事の中で、少年死刑囚の実名報道を是認する理由については「（死刑判決確定により）基本的に社会復帰や更生の可能性が消える一方、犯行当時少年で死刑になる事件は極めて重大なのが通例だ。国家が合法的に人の生命を剥奪する死刑が、誰に対して執行されるのかは、権力行使の監視の意味でも、（犯行当時成年・少年に関係なく）社会に明確にされなければならない」とし、またこれに対する反対意見として「冤罪が認められ再審で無罪になる可能性」が示唆されたことについても「これまでに極めて例は少なく、死刑囚の再審無罪というような事態は、それ自体が歴史的重大ニュースであって、別の面で実名とともに歴史に記録する必要がある。死刑執行時ではなく確定時点からの実名報道は、万一無実であった場合に、新証拠の発見や社会の再審に向けた運動の可能性を開くことになろう」とした。また精神障害者と心神喪失者の概念の違いを明確にするためとして「精神障害者＝心神喪失者ではない。精神疾患の治療は格段に進歩して折り、安易な匿名の多用は、精神障害者一般への偏見を温存しかねない。実名を検討することと併せて、事件の予兆や周囲の対応などの背景を取材し、偏見自体を改める報道にも努めたい」と述べられている。
2005年には、犯罪被害者を支援する基本計画案において、事件・事故の被害者を実名・匿名のいずれで発表するかを、都道府県警察が判断する方針を日本国政府が打ち出し、激しい議論が起こっている。
2006年、山口女子高専生殺害事件で犯人とみられる同級生の19歳の男子高専生について『週刊新潮』が「再犯のおそれがある」と判断し実名を公表した。同誌発売日の午後になって、この男子高専生が自殺していたことが判明。その直後から日本テレビ、テレビ朝日、読売新聞が実名報道した。
3社はその理由として
- 少年法の目的である少年の保護、更生が少年の死亡により不可能になったこと
- 事件が非常に重大かつ残虐なものであったこと

を挙げている。
この事件では、男子学生の実名や、この男子学生が逃走に使ったバイクの情報をもっと早く公表すべきだったとする意見がある。この件に関連し、『週刊新潮』と同一発売日の『週刊文春』が「現実に殺人を起している人物が逃走しているのに、なぜ容疑者の氏名、顔写真等を全く公開しないのか」と迫る意図で、容疑者のイニシャルの一部や目隠し写真を誌上に載せている事例もある。
2007年、坂出3人殺害事件では、被害者の父親があたかも犯人のように、顔と氏名がモザイクなど無しで報道された。その後、被害者の義理の大叔父が逮捕されると、各社がモザイクなどを入れて報道し始めた。
2009年、光市母子殺害事件の被告人の実名を記した書籍が出版された。著者は被告人本人の了解を得たと主張しているが、被告人の弁護士は、書籍の出版差し止めの仮処分を申請したが、却下された。さらに、出版差し止めを求めて提訴したが被告人側の主張は棄却され、確定判決となった。
2011年、大阪・愛知・岐阜連続リンチ殺人事件の犯行当時少年（18歳及び19歳）だった主犯格3人に対し死刑が確定。各マスコミでは実名報道がなされた。その理由としてNHKでは「4人が次々に殺害されるという凶悪で重大な犯罪で社会の関心が高いこと」「元少年らの死刑が確定することになり、社会復帰して更生する可能性が事実上なくなった」とし、朝日新聞では「生命を奪われる刑の対象者は明らかにすべきだ」としている。それに対し、日本弁護士連合会の宇都宮健児会長は「少年法に違反しており、極めて遺憾だ」とする声明を出した。
2012年、光市母子殺害事件の犯行当時少年（18歳）だった被告人に対し、最高裁判所で死刑の確定判決。大手マスメディアの大半で、死刑囚の実名報道がなされた。その理由として、
- 日本放送協会では「主婦と幼い子供が殺害される凶悪で重大な犯罪で社会の関心が高いこと」「判決で元少年の死刑が確定することになり、社会復帰して更生する可能性が事実上なくなったと考えられること」とした[11]。
- 時事通信社では「死刑が確定することで更生の可能性がなくなったことや、事件の重大性などを総合的に判断」した結果とした[12]。
- 朝日新聞では「国家によって生命を奪われる刑の対象者は、明らかにされているべきだとの判断から」とした[13]。
- 読売新聞では「死刑が確定すれば、更生（社会復帰）の機会はなくなる反面、国家が人の命を奪う死刑の対象が誰なのかは、重大な社会的関心事となる」からであるとした[14]。
- 産経新聞では「死刑が事実上確定し、社会復帰などを前提とした更生の機会は失われる」とし、「事件の重大性も考慮」した結果の事とした[15]。
- 日本経済新聞では「犯行時少年だった被告に死刑判決が下された重大性に加え、被告の更生の機会がなくなることを考慮」した結果とした[16]。
- 一方、毎日新聞は、「元少年には今後も更生に向け事件を悔い、被害者・遺族に心から謝罪する姿勢が求められる」、また「今後、再審や恩赦が認められる可能性が全くないとは言い切れない」とし、「匿名で報道するという原則を変更すべきではない」とした[17]。

2016年、相模原障害者施設殺傷事件に対する報道では、被害者の多くが重度の知的障害を抱えていたことを鑑み、神奈川県警察捜査本部は被害者氏名の公表を行わず、主要メディアもこれに追随した。その後は本人または家族が望んだ被害者のみ実名報道を行っている。
2017年、市川一家4人殺害事件の犯行当時少年だった死刑囚に対しては、永山則夫（連続ピストル射殺事件）以来20年ぶりに、死刑が執行された。この際、大阪・愛知・岐阜連続リンチ殺人事件、光市母子殺害事件、石巻3人殺傷事件の各少年死刑囚に対し、最高裁判決による死刑確定時点でも、いずれも匿名報道を継続した『毎日新聞』を含め、新聞各紙・テレビ各局は実名報道に切り替えた。
2019年、京都アニメーション放火殺人事件が発生した直後、京都アニメーションはプライバシー保護を理由に京都府警察や各メディアに実名報道の自粛を求めた。京都府警察は身元判明後報道機関に被害者情報を公開した。報道状況は各社の判断による。
少年法改正により、2022年4月1日から、18、19歳(特定少年)が「死刑、無期または1年以上の懲役・禁錮の罪」を犯した場合、家庭裁判所から逆送後起訴された段階で実名や顔写真などの報道が可能になった。実名報道するか否かは各社の判断による。例えば、2021年10月に発生した甲府市殺人放火事件の19歳の被告が翌年4月8日に起訴された際、NHKや五大紙は実名報道したが中日新聞社は実名報道しなかった。

#### 関係する日本の法令等

##### 個人情報保護法
報道機関（放送機関・新聞社・通信社など）が個人情報保護法上の個人情報取扱事業者に該当する場合であっても、報道目的で個人情報を取り扱う場合は、個人情報の保護に関する法律（以下「個人情報保護法」という。）第76条第1項第1号により、個人情報取扱事業者の義務等に関する規定の適用が除外される。
したがって、これらの報道機関が実名報道を行うことが外形的に個人情報取扱事業者の義務等の違反を構成するように見える場合であっても、通常は個人情報保護法違反の問題は生じないと考えられている。

##### 少年法61条と実名報道
現在日本で実名報道を制限している法令としては少年法がある。少年法61条において、一定の場合には本人を特定できる情報を新聞紙や出版物に記載することが禁じられている。この趣旨としては、社会的偏見を生み更生の阻害要因となる可能性があることや、とりわけ傷つきやすく将来のある少年を保護すること、少年はしばしば事件を模倣してしまうため実名の公表は少年を「悪い意味でのヒーロー」にする恐れがあること等が挙げられている。
これは、少年の名誉・プライバシーを保護することによって、健全な育成をすすめる目的で定められている。この条文で直接に成長発達権を保障するものと考える意見も多いが、努力義務規定であり、違反しても、刑事・民事および行政処分などが課せられないため、一部の週刊誌などでは実名が掲載されることが多々ある。もっとも、少年法61条に違反する報道が名誉毀損として刑事・民事上の責任を問われることはありうる。
少年法が禁止しているのは、あくまでも家庭裁判所の審判に付された少年、または少年のとき犯した罪により公訴を提起された者に対してであり、逮捕者や指名手配者は含まれない。だが逮捕や指名手配は少年保護手続や起訴を想定した前段階の手続きでもあることから、それに準ずるものとして扱われて実名報道を禁止している。
また、「本人であることを推知することができる」というのは「不特定多数の一般人にとって推知可能なこと」をさし、「事件関係者や近隣住民にとって推知可能なことをさすものではない」という判例が存在する。同様の概念は、少年司法の運用のための国際連合最低基準規則（北京規則）、および、子どもの権利条約にもみることができる。
こうした規定は国民の知る権利や表現の自由（報道の自由）にも関係するため、基本的人権の間で相互の調整が重要となる。一般論としては、どちらも憲法上保障された重要な権利であり、どちらか一方が絶対的に優先すると断言することはできない。
1998年に起きた堺市通り魔事件をめぐって、月刊誌『新潮45』に実名報道された加害者男性を報道した新潮社に対して、損害賠償と謝罪広告を求める訴えを起こしたが、2000年に大阪高等裁判所において、新潮社側が勝訴し、原告が上告しなかったことから、確定判決となった。
ただし、事件の重大性を鑑みて実名報道された浅沼稲次郎暗殺事件や永山則夫連続射殺事件（犯人の永山則夫は後に獄中から著書を実名出版している）など例外も存在する。また、2011年3月10日の大阪・愛知・岐阜連続リンチ殺人事件最高裁判決で犯行当時少年3人の死刑判決が確定して以降、『毎日新聞』を除く全国紙及びテレビ局は同事件及び後に死刑が確定した光市母子殺害事件・石巻3人殺傷事件の少年死刑囚について実名報道を行っている。また、2018年4月12日に滋賀県彦根市の交番で発生した警察官射殺事件では被疑者の19歳の巡査が拳銃を所持して逃走したことから市民の安全などを考慮し身柄を確保されるまで実名報道を行っていた。
民法改正で成人年齢が18歳になるのに伴い、2021年5月21日（第204回国会）に成立した改正少年法では、18歳、19歳を「特定少年」とし、起訴後に実名報道が解禁されることとなった（2022年4月1日施行）。起訴する検察側として実名報道を検討すべき事案として「犯罪が重大で、地域社会に与える影響も深刻であるような事案」として裁判員裁判対象事件を例示として挙げ、裁判員裁判対象事件以外でも「公表を求める社会の要請が高く、被告の健全育成・更生に与える影響が比較的小さい場合」も含めることを方針として示した。2021年10月に発生した甲府市殺人放火事件において、検察は被告の特定少年の氏名を初めて公表した。

##### 刑事訴訟法の「被害者特定事項」
刑事訴訟法第290条の2では強制わいせつ罪、強姦罪、児童福祉法違反、児童買春、児童ポルノに係る行為等の処罰及び児童の保護等に関する法律（児童ポルノ法）違反といった性犯罪や、「犯行の態様、被害の状況その他の事情により、被害者特定事項が公開の法廷で明らかにされることにより、被害者等の名誉又は社会生活の平穏が著しく害されるおそれがあると認められる事件」については氏名・住所その他の当該事件の被害者を特定させることとなる「被害者特定事項」を公開の法廷で明らかにしない旨の決定をすることが規定されている。 
2010年1月21日に佐賀県立高校教諭の50代男性の公判について被疑者の氏名から被害者が特定される二次被害を防ぐのを理由として、被害者の実名や犯行時期だけでなく、被疑者の実名を秘匿して開かれることになった。

### 中国
中国の「個人情報保護法」および司法慣例によれば、成人の容疑者であっても、メディアは通常、氏名の全体を公表せず、「姓＋某」（例：「徐某」）や「仮名＋年齢」（例：「徐某某（21歳）」）といった形式を用いる。ただし、一定の状況においては、法律により犯罪者の氏名の開示が許可または義務付けられることがある。例えば、未成年者に対して重大な性的暴行を加えた犯罪者の場合、刑務所から釈放された後や仮釈放中、保護観察中であっても、その個人情報が公開され、一般の人々がいつでも照会できるようになる。また、刑事手続きにおいては、国民の知る権利や監視の権利を守るため、犯人の氏名が公表されることもある。
未成年の容疑者または被害者が関与する事件においては、メディアは年齢や身元などの詳細情報を厳格に秘匿し、「未成年者」や「ある高校の生徒」といった曖昧な表現にとどめます。捜査段階において、中国のメディアは警察や検察の公式発表のみを転載し、（容疑者の供述内容など）未確認の情報を積極的に報道することはありません。事件が公開裁判の段階に進んだ場合、メディアはより多くの情報を報道する可能性がありますが、それでもプライバシー保護の要件を遵守する必要があります。例えば、最高人民検察院の業務報告では、事件数や捜査実績について言及されますが、具体的な容疑者の身元には触れられていません。

### ロシア
ロシアでは、メディアは通常、捜査機関や内務省などの法執行機関が公式に声明を発表した直後に成人の容疑者のフルネームと年齢を公開します。成人の容疑者の身元を公開することに対して法的な禁止はありません。しかし、未成年の容疑者や被害者に関する情報はロシアの法律（連邦法第2124-1号「マスメディアに関する法律」、第4条第4項）に基づき厳格に保護されており、メディアは未成年者の識別情報の公開を避け、「未成年者」や「地元の学校の生徒」などの一般的な表現で言及する必要があります。
捜査段階では、ロシアのメディアは通常、警察や検察によって公式に発表された情報に限って報道し、自ら確認していない情報（例えば供述書など）を独自に報道することはありません。もし事件が公判に進む場合、さらに多くの情報が報道されることがありますが、未成年者のプライバシー保護は引き続き適用されます。
日本と比較すると、日本では成人の容疑者であっても公に関心のある事件でない限り匿名にされることが多いですが、ロシアの慣習では成人の容疑者の身元が早期かつ完全に公開される傾向があります。ただし、日本と同様に、ロシアのメディアも未成年の容疑者や被害者については厳格な機密保持を行っています。

### イギリス・アメリカ
英米は実名報道に積極的である。イギリスでは、法廷侮辱法によって陪審に予見を与える報道は禁じられているものの、実名報道自体は認められ、実例として売春婦を狙った連続殺人事件では被害者はもちろん、遺族や友人らも全て実名で報じられるほか、少年事件でも実名報道がなされることがある。逮捕された後で容疑が否定され、起訴されなかった人物でも、その後も実名報道が基本となる。「話が人間（ヒューマン）のことになる」ことが重視されるほか、ある人が容疑者となったことや犯罪歴についての「知る権利」はある一方で、そういう人を差別する権利はないと区別されている。
アメリカでは憲法修正1条で言論の自由が強く保障されており、実名報道が原則である。
こうした考えは権力が行使される過程を明らかにすることによって市民による監視が可能になるとする理念（Open Justice）から来ている。逮捕や勾留に関して情報が隠されること自体が人権侵害であるとも考えられている。ただ、一般に逮捕時の報道よりも裁判記事が重視される傾向にある。
また、個人による損害賠償請求も盛んであり、明らかな報道被害であれば、マスメディア側も賠償の責任を負わされたり、許認可権を持つ機関から罰を与えられたりするなどそれなりの責任も負っている。アメリカの場合、懲罰的損害賠償制度が存在し、実損害をはるかに超えた巨額の賠償を命じられることがありうる。
少年事件における報道はそれぞれ制限があり、イギリスでは原則18歳未満の少年が審理される場合は匿名、アメリカは各州によって異なる。ただし、大きな事件の場合、世論の後押しもあって実名が掲載される場合も多い。
近年では両国とも犯罪報道の過熱化が進んでおり、タブロイド紙によるセンセーショナルな報道は議論を呼ぶこともある。
犯罪に関連した報道に限らず、アメリカでは大統領、一般有権者、上場企業社長、一般社員など区別せず同じように実名で報じ、高校生など未成年であっても徹底して実名である。匿名や仮名は記事の信憑性を損なうため、よほどのことがない限り匿名は使えない。
2010年代のアメリカでは、銃乱射事件の容疑者の実名を報道することで、模倣犯の出現や犯人への賛美を招く可能性が指摘されるようになった。2019年に発生したミッドランド銃乱射事件では、地元警察署長が記者会見の場で犯人の氏名を発表することを拒否する事例も見られた。
2021年6月、AP通信などアメリカの主要メディアは、軽微な犯罪の少年容疑者の名前を出さなくなる。

### オーストラリア
1987年ニューサウスウェールズ州法（Children (Criminal Proceedings) Act 1987）第11条は、刑事手続きに関与した子ども（被告人、加害者、被害者、被害者の兄弟姉妹、証人、その他言及された者）の名前を公表することを禁じている、ノーザンテリトリーでは、刑事手続きに関与した18歳未満の少年を実名報道する際の推定を法制化している。
2017年5月、ビクトリア州警察が重大な犯罪を犯した容疑者（起訴はされなかったが）の名前を挙げたり、重要な情報を開示したりしたとする報道が相次いだ。
2020年5月7日より、南オーストラリア州政府は法律を改正し、性犯罪で起訴された者は、最初の出廷から実名報道が可能となった。 
2023年10月以降、クイーンズランド州法改正により、クイーンズランド州における強姦や性犯罪容疑者の実名報道が可能になる。 

### フランス
フランスも実名報道が原則である。ただし、無罪推定の原則に反したり不必要に私生活を暴くような記事は厳しく規制される。
フランスの報道で特徴的なのは、たとえ公人であっても基本的なプライバシーは保護されるという点である。ただ、これはほとんどの報道機関が大企業の子会社の立場にあり、フランスにおいては企業と政府のトップの交流が深いことも一因であると指摘されている（一時期は100人クラブと揶揄されていた）。最初から記事の信憑性が無いタブロイド紙を除けばみだりに新聞社のオーナーが知人（政治家）のプライバシーを暴露するようなことを控えるという側面もある。

### スウェーデン
スウェーデンは原則匿名である。犯罪報道の場合、有罪判決が出ても通常匿名で扱われる。制度の背景には情報公開制度が高度に発達していることに対する安心感のほか、タブロイド紙に分類されるメディアが少ないこと、また政府が新聞社に助成金を出して保護していることなどがあると言われている。

### 韓国
「李某さん」、「李某容疑者」など、「姓（苗字）のみの表記」で匿名に近い報道が行われている（韓国では同じ名字を持つ人が多いため、匿名に近い）。ただし、2文字の姓（南宮など）など珍しい姓の場合も同じであるため、一概に匿名に近いとはいえないとの見方もある。それに対する配慮のため、姓をイニシャルや仮名で表記する場合も多い。被疑者は連行や現場検証の際、帽子とマスクを着用されている。ただし、政財界の不祥事に関しては実名報道が行われている。
しかし、近年、凶悪犯罪の増加にともなって実名報道を求める世論が高まり、2009年初めには連続殺人事件の被疑者の顔写真や実名を大手新聞社が相次いで掲載して論議を呼んだ。
そして、7月14日の閣議で、犯行手段が残忍な犯罪に限って、被疑者の顔写真、実名を公開する「特定強力犯罪の処罰に関する特別法」の改正案を審議し、議決した。

### マカオ
公人を除き実名報道されることは少ない。なお、被疑者は目と鼻の所に穴の空いた黒い布袋を頭に被せられて報道陣の前に出される。

## 論議
一般に匿名報道論の主張として、本人の意に反して実名が報道されることによってプライバシーの侵害など報道被害につながることが挙げられる。
これに対し、実名報道論の主張は多岐にわたるが、おおむね以下のように分類できる。

### 優越的地位
プライバシーの権利などは憲法13条の幸福追求権から間接的に導かれるのに対し、表現の自由は憲法で強く保障されているので、これに優越的地位があるというもの。ほぼ無条件に優越性を認めるものと、実際には個別具体的に判断するものに分かれる。しかし、この見解はあまり妥当とはいえない。なぜならば、憲法学上表現の自由の優越的地位とは、表現の自由が最上位の人権であるという意味ではなく（かつてはそういう議論もあったが）、表現の自由の重要性に鑑みて、その規制に対する違憲審査基準を厳しく設定すべきという議論である。
人権の重要性からいえば、プライバシーも表現の自由も個人の尊厳に立脚する精神的自由権という点ではその重要性には違いがなく、両者の抵触が生じた場合には憲法上の価値が同等であることを踏まえた比較衡量の手法がとられるのが一般である。むしろ、両者の衝突が生じた場合にはプライバシーを原則的に優先させるべきという考えさえ存在する。

### 記事の正確性、読者に与える信憑性
記事の正確性・説得力を読者（視聴者）に伝えるためには実名報道が不可欠であるとする考え方。
登場人物が仮名や匿名の記事ではその内容が正確かどうか、第三者が検証出来ない。匿名を条件にすると取材される側は自らの発言に責任を持たず、話をでっち上げる恐れがある。取材する側も、事実を誇張したりコメントを不正確に引用しても批判されにくい。このように、匿名・仮名報道は「ニュースの正確性」を損なう構造問題である。
また、固有名詞を欠いた記述は後々の検証が極めて困難で、歴史、記録としての価値が損なわれている。英米のジャーナリズムでは、ワシントン・ポスト社主フィル・グラハムに帰せられる「ニュースは歴史の第一稿」という言葉が知られている。また、匿名の「逮捕された男」などの表現は無人格で、人間存在としてのリアリティを失わせる恐れがある事も指摘されている。

### 公権力の監視
実名に基づく記事を扱うことで、マスコミ、および記事をみる国民が公権力を監視しやすくなるという考え方。特に、事件の経緯や捜査の実態など、警察に対する監視の必要が強く主張される。一般に、報道関係者が最も重視しているといわれる機能の一つ。また、情報源の安全を秘匿するために匿名を用いることがあるが、こうした手法が乱用されると誤報や情報操作が発生しやすいと指摘されている。

### 応報的制裁
事件を起こした者に対して、氏名などの情報を公表することによって社会的制裁を加えるべきだとする説。犯罪者をさらし者にすることによって一般予防効果も期待できるとする。特に中堅以上の企業は、被疑者や被告、（元）受刑者の氏名や前歴をチェックする部署もあるので、刑務所を出所したとしても、社会復帰をほぼ不可能にすることもできる。また日本においては起訴された場合、有罪になる確率が99%以上と極めて高く、このことが応報的制裁が支持される理由であると考えられる。もっとも、逮捕された者全員が起訴されるわけ（≒有罪）ではないので、この論拠をもとに逮捕段階で実名報道を肯定化できるかは疑問である。
しかし、憲法において私的制裁が明確に禁止されている中で、一私企業にすぎないマスコミがそのような権限を主張することに対して極めて厳しい批判がある。
テロリストなど確信犯的な犯罪者や暴力団組員のような職業的犯罪者の場合、また、自己顕示欲が犯行動機となっている劇場型犯罪の犯人の場合、実名報道によって社会的知名度を上げることは、制裁になるどころか、犯人を反社会的勢力のスターやカリスマに祭り上げてしまい、模倣犯を誘発する可能性がある。

### 犯罪行為による「人権の減少」
犯罪行為を行なった人物の実名が報道されればその人物の社会的評価は低下するので、保護される名誉やプライバシーも限られたものになるという考え方。また犯罪者にはそもそも人権は認められないのだという主張も一部に存在する。女子高生コンクリート詰め殺人事件の際、犯人の少年を実名報道した『週刊文春』はその理由として「野獣に人権はない」などと主張している。しかし、単に逮捕されたに過ぎない時点でその者を「犯罪者」として確定したものと扱うことに説得力が十分といえない。また人権は憲法で誰にでも保障されているものである以上、一週刊誌に犯罪容疑者の人権の有無を決定する権限は存在せず、「犯罪行為で人権が減少する」との考え方には説得力が乏しいという意見が強い。

### 報道する側の実名について
報道関係者が実名報道の重要性を力説する反面、報道関係者の実名はほとんど名乗らないという批判も多かった。

### 実名報道すべき範囲
実名報道派と匿名報道派に共通しているのが、政治家や官公庁の幹部、芸能人などのいわゆる公人は実名で報道すべきということである。一般市民に関しては、実名報道派は、被疑者・被告人・受刑者は実名、それ以外は匿名を求める傾向が強く、匿名報道派は全て原則匿名を求める傾向が強い。
公人の実名報道の根拠は、記事の正確性、信頼性、透明性の観点から、情報の出所の明示が最も大事な原則であり、とりわけ、公権力を行使する政治家や官僚が情報源である場合、明示は当然であり、取材源秘匿は、取材源の生命にかかわる、重大な不利益になるといった場合の例外とすべきというものである。
日本のマスコミは警察官や検察官個人の名前を報じることがないため、捜査機関による責任の所在が黙殺され、公権力の監視に役立っていないことや、捜査機関の情報操作に遭いやすいという批判も多い。新聞は警察から情報を得るために警察官個人が特定される表現を避ける傾向があり、ある新聞社が広報担当者である副署長を「副署長によると」との表記にしたところ、それでさえ「話さない」と言い出し、記述の変化でも警察の現場では拒否反応が強いという。アメリカでは捜査関係者の実名も報道される。理由は捜査関係者を匿名にしたままで実名で第三者の不正を報道すると捜査機関に利用されかねないからである。一方で、組織上層幹部や組織的構造に絡む不正についての現職職員の内部告発に絡み、公表した場合は報復人事が行われる懸念がある理由として取材源秘匿を求められた場合は、匿名で報じる例もある。

## 情報化社会との関連
近年のインターネットおよび検索エンジン技術の発達から、一度、新聞などで実名が報道されてしまうと、インターネットのブログなどに転載され、実名を報道された者は永続的に不利益を受けることとなる。無罪であった場合や、不起訴の場合でも、事後的に名誉を回復することは極めて困難であり、社会的な不利益を受けつづけることも考えられる。また、報道された人物と同姓同名で近隣地区に在住し年齢が近い人物が存在する場合もあり、その場合に風評被害を受ける可能性も考えられる。